# 新珠三千代
新珠三千代（日语：／ Aratama Michiyo，1930年1月15日—2001年3月17日），本名戶田馨子，女，日本演员。曾获得電影旬報十佳獎最佳女主角、每日電影獎最佳女配角等奖项。